# Gare de Brélidy - Plouëc
La gare de Brélidy - Plouëc est une gare ferroviaire française de la ligne de Guingamp à Paimpol située sur la commune de Plouëc-du-Trieux, proche de celle de Brélidy dans le département des Côtes-d'Armor en région Bretagne.
Brélidy - Plouëc est une halte ferroviaire de la Société nationale des chemins de fer français (SNCF), elle est desservie par des trains express régionaux TER Bretagne circulant entre Paimpol et Guingamp. Cette ligne présente la particularité d'être exploitée en affermage par la société des Chemins de fer et transport automobile (CFTA).

## Situation ferroviaire
Établie à 96 mètres d'altitude, la gare de Brélidy - Plouëc est située au point kilométrique (PK) 520,039 de la ligne de Guingamp à Paimpol, entre la Halte de Pontrieux et la gare de Trégonneau - Squiffiec. 

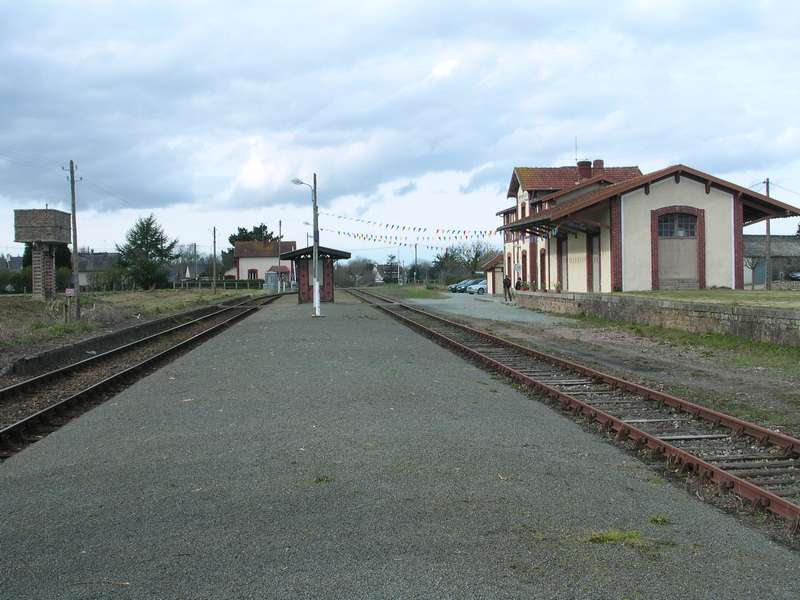
La gare en 2005 après sa rénovation. En 2011 il ne reste qu'un tronçon de la voie centrale qui se termine sur un butoir. La voie empruntée par les TER est l'ancienne voie de croisement située à gauche.

## Histoire
Dans son rapport du 16 juillet 1880, l'ingénieur en chef Pelaud indique que le tracé de la ligne de Guingamp à Paimpol, choisi par l'administration et présenté dans l'avant-projet, a obtenu un avis favorable de la commission du Conseil général du département des Côtes du Nord. Il passe près du bourg de Plouëc afin de permettre la création éventuelle d'un embranchement de Plouëc à Tréguier.
Depuis 1963, la ligne est exploitée en affermage par la société des Chemins de fer et transport automobile (CFTA).
La gare a été inscrite au titre des monuments historiques par arrêté du 19 septembre 2018.
Le 11 juin 2019, il a été annoncé que la gare ferait partie des 103 monuments qui bénéficieront du Loto du patrimoine.

## Fréquentation
De 2015 à 2023, selon les estimations de la SNCF, la fréquentation annuelle de la gare s'élève aux nombres indiqués dans le tableau ci-dessous.
| Année     | 2015  | 2016  | 2017  | 2018  | 2019  | 2020  | 2021  | 2022  | 2023  |
| --------- | ----- | ----- | ----- | ----- | ----- | ----- | ----- | ----- | ----- |
| Voyageurs | 2 903 | 2 270 | 1 748 | 2 925 | 4 787 | 5 021 | 3 841 | 3 917 | 5 931 |

## Service des voyageurs

### Accueil
Halte SNCF, c'est un point d'arrêt non géré (PANG), elle dispose d'un quai central avec abri.

### Desserte
Brélidy - Plouëc est desservie par des trains TER Bretagne qui circulent entre Paimpol et Guingamp.

## Galerie de photos

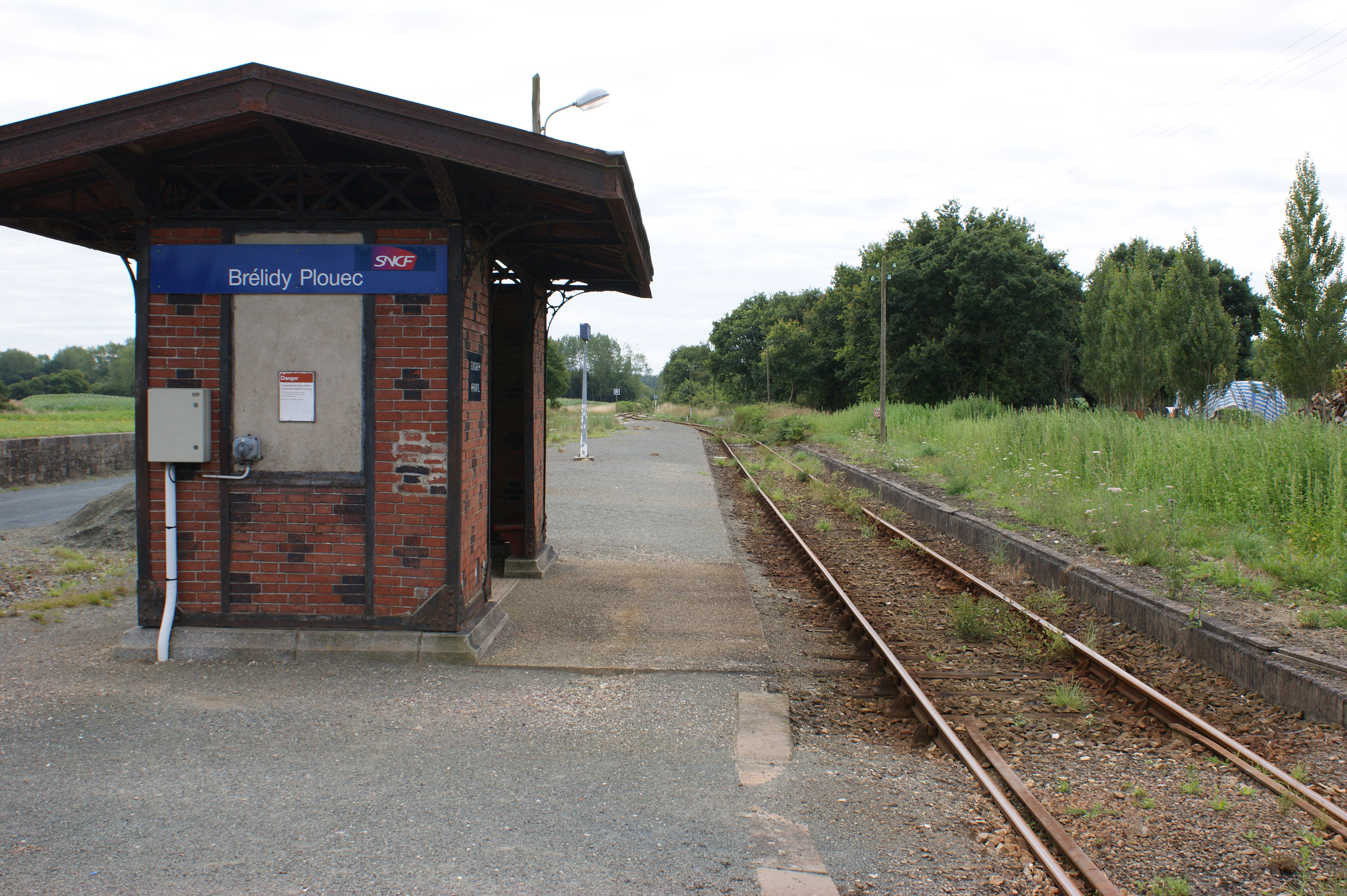
L'ancien abri de quai, du réseau breton, restauré et utilisé pour la halte TER.
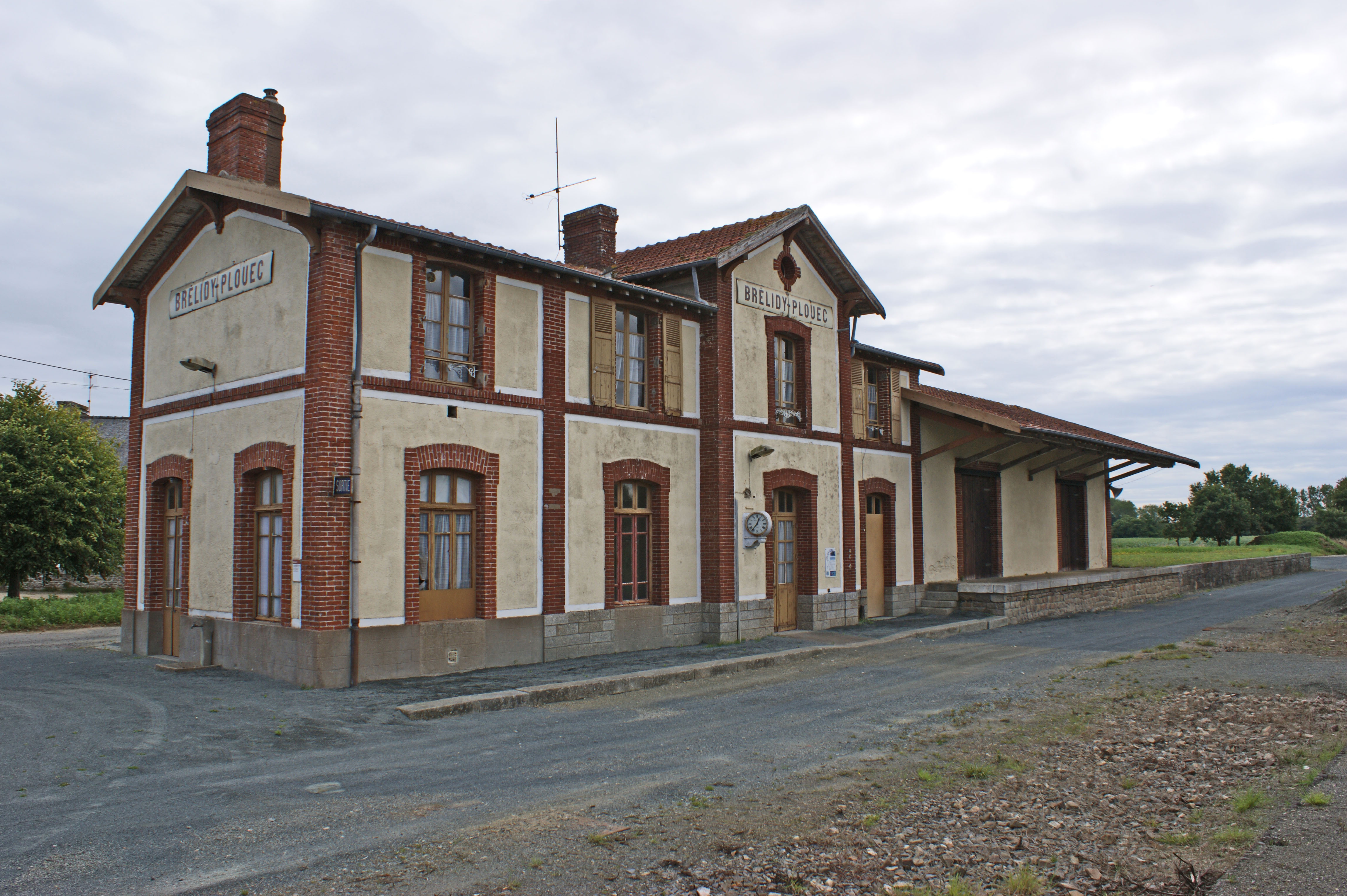
L'ancien bâtiment du réseau breton.
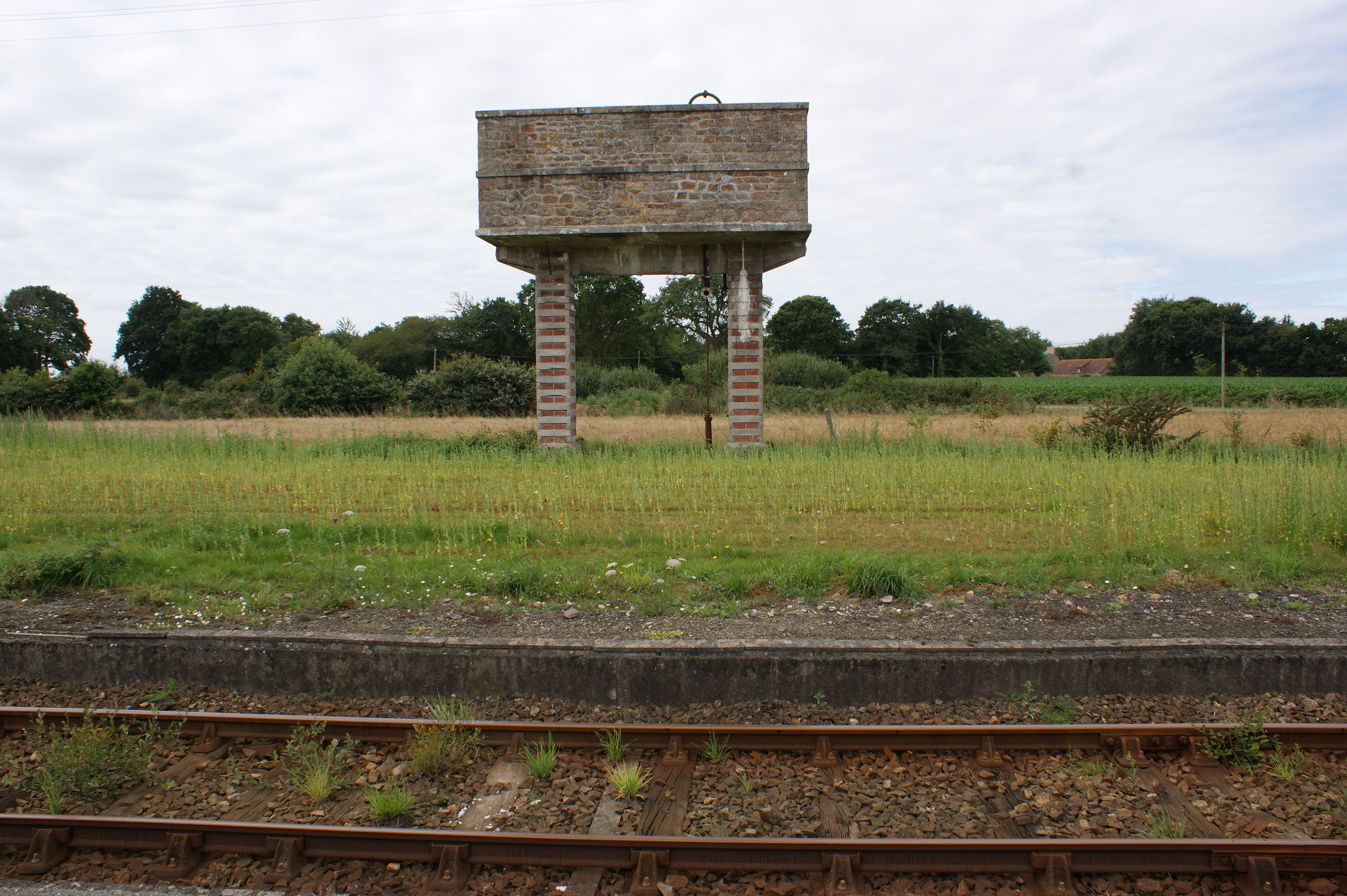
L'ancien château d'eau des chemins de fer des Côtes du Nord.